# Massala ortega
Massala ortega là một loài bướm đêm trong họ Erebidae.